# Konstantinos Nikolopoulos (schermidore)
Konstantinos Nikolopoulos (in greco Κωνσταντίνος Νικολόπουλος?; Atene, 2 agosto 1890 – 5 gennaio 1972) è stato uno schermidore e politico greco.

## Biografia

### Carriera sportiva
Ha rappresentato la Grecia nelle gare di scherma ai Giochi di Parigi 1924 e di Amsterdam 1928.

### Carriera politica
Nel governo di Konstantinos Demertzis fu viceministro dei Trasporti dal 14 marzo 1936 al 12 dicembre 1938.
Fu eletto consigliere comunale di Atene e quando morì il sindaco Konstantinos Kotzias nel dicembre 1951, Nikolopoulos lo sostituì per il resto del suo mandato fino al 1954. In precedenza, aveva ricoperto la stessa carica per alcuni giorni, prima che Kotzias morisse, nel luglio 1951.